# Sattar Beheshti
Sattar Beheshti, né en 1977 et mort en novembre 2012, est un blogueur iranien torturé à mort dans la prison d’Evin pour avoir osé critiquer le régime de Téhéran sur Facebook. Son cas a eu un impact international considérable dans les médias internationaux, la blogosphère internationale, la blogosphère iranienne ainsi que la blogosphère francophone,.

## Sources
- (en) Cet article est partiellement ou en totalité issu de l’article de Wikipédia en anglais intitulé « Sattar Beheshti » (voir la liste des auteurs).